# Liste der Medaillengewinner bei Olympischen Jugendspielen aus Deutschland
Die Liste der Medaillengewinner bei Olympischen Jugendspielen aus Deutschland listet alle Sportler des Deutschen Olympischen Sportbundes auf, die bei Olympischen Jugendspielen eine Medaille erringen konnten.
Da bei den Jugendspielen oftmals auch in gemischten Mannschaften Wettkämpfe bestritten werden, konnten deutsche Sportler auch Medaillen in einer Mannschaft aus verschiedenen Nationen gewinnen. Diese Medaillen fließen jedoch nicht in die Nationenwertung mit ein.

## Olympische Jugend-Sommerspiele
| Jahr   | Spiele       | Platz | IOC-Code | Gold | Silber | Bronze | Gesamt |
| ------ | ------------ | ----- | -------- | ---- | ------ | ------ | ------ |
| 2010   | Singapur     | 13.   | GER      | 4    | 9      | 9      | 22     |
| 2014   | Nanjing      | 26.   | GER      | 2    | 8      | 15     | 25     |
| 2018   | Buenos Aires | 21.   | GER      | 3    | 4      | 2      | 9      |
| Gesamt | Gesamt       | 19.   |          | 9    | 21     | 26     | 56     |

Stand: 31. Juli 2018
Deutschland nahm bisher 3-mal an den Olympischen Jugend-Sommerspielen teil.

## Olympische Jugend-Winterspiele
| Jahr   | Spiele      | Platz | IOC-Code | Gold | Silber | Bronze | Gesamt |
| ------ | ----------- | ----- | -------- | ---- | ------ | ------ | ------ |
| 2012   | Innsbruck   | 1.    | GER      | 8    | 7      | 2      | 17     |
| 2016   | Lillehammer | 4.    | GER      | 7    | 7      | 8      | 22     |
| 2020   | Lausanne    | 6.    | GER      | 5    | 7      | 6      | 18     |
| Gesamt | Gesamt      | 3.    |          | 20   | 21     | 16     | 57     |

Stand: 7. März 2021
Deutschland nahm bisher dreimal an den beiden Olympischen Jugend-Winterspielen teil.

## Liste
| Athlet                      | Teilnahme                | Sportart                          | Medaille(n)                                                                                                |
| --------------------------- | ------------------------ | --------------------------------- | --- |
| Adnan Karim, Hamza          | Jugend-Sommerspiele 2014 | Taekwondo                         | Klasse bis 73 kg Jungen                                                                                    |
| Ahmadsei, Ibrahim           | Jugend-Sommerspiele 2010 | Taekwondo                         | Klasse über 73 kg Jungen                                                                                   |
| Althaus, Katharina          | Jugend-Winterspiele 2012 | Skispringen                       | Mixed-Mannschaftsspringen Einzelspringen Mädchen                                                           |
| Arnholdt, Lisa              | Jugend-Sommerspiele 2014 | Beachvolleyball                   | Mädchen |
| Bach, Felix                 | Jugend-Sommerspiele 2010 | Rudern                            | Einer Jungen                                                                                               |
| Baumert, Dörte              | Jugend-Sommerspiele 2010 | Schwimmen                         | 4 × 100 m Mädchen 4 × 100-m-Lagenstaffel Mädchen                                                           |
| Berezko-Marggrander, Jana   | Jugend-Sommerspiele 2010 | Rhythmische Sportgymnastik        | Einzel |
| Berneker, Sebastian         | Jugend-Winterspiele 2012 | Skeleton                          | Jungen |
| Betzold, Erik               | Jugend-Winterspiele 2016 | Eishockey                         | Skills-Challenge Jungen                                                                                    |
| Bittner, Matthias           | Jugend-Winterspiele 2020 | Eishockey                         | 3×3 Turnier Jungen (gewonnen als Gemischte Mannschaft)                                                     |
| Blayvas, Anastasia          | Jugend-Sommerspiele 2018 | Ringen                            | Freistil Klasse bis 57 kg                                                                                  |
| Bodoczi, Nikolaus           | Jugend-Sommerspiele 2010 | Fechten                           | Degen Jungen Mannschaft Mixed (gewonnen als Gemischte Mannschaft)                                          |
| Böttcher, Leonie            | Jugend-Winterspiele 2020 | Eishockey                         | 3×3 Turnier Mädchen (gewonnen als Gemischte Mannschaft)                                                    |
| Brandes, Evan               | Jugend-Sommerspiele 2018 | Radsport                          | Mixed BMX Freestyle                                                                                        |
| Brendel, Tim                | Jugend-Winterspiele 2012 | Rennrodeln                        | Doppelsitzer Mixed-Teamstaffel                                                                             |
| Bril, Artur                 | Jugend-Sommerspiele 2010 | Boxen                             | Federgewicht (bis 57 kg)                                                                                   |
| Budde, Julia                | Jugend-Sommerspiele 2014 | Schießen                          | 10 m Luftgewehr Mädchen                                                                                    |
| Carl, Victoria              | Jugend-Winterspiele 2012 | Skilanglauf                       | Mixed-Staffel Skilanglauf/Biathlon                                                                         |
| Cebulla, Marius             | Jugend-Winterspiele 2012 | Skilanglauf                       | Sprint Jungen                                                                                              |
| Chiovetta, Daniel           | Jugend-Sommerspiele 2014 | Taekwondo                         | Klasse bis 48 kg Jungen                                                                                    |
| Conradt, Niels              | Jugend-Winterspiele 2020 | Snowboard                         | Snowboardcross Jungen Teamwettbewerb Ski/Snowboardcross Mixed                                              |
| Craft, Shanice              | Jugend-Sommerspiele 2010 | Leichtathletik                    | Diskuswurf Mädchen                                                                                         |
| Czudaj, Alexander           | Jugend-Winterspiele 2020 | Bob                               | Monobob Jungen                                                                                             |
| Marlon D’Acunto             | Jugend-Winterspiele 2020 | Eishockey                         | 3×3 Turnier Jungen (gewonnen als Gemischte Mannschaft)                                                     |
| Degenhardt, Jessica         | Jugend-Winterspiele 2020 | Rennrodeln                        | Doppelsitzer Mädchen Einsitzer Mädchen                                                                     |
| Demler, Kathrin             | Jugend-Sommerspiele 2014 | Schwimmen                         | 400 m Freistil Mädchen                                                                                     |
| Diener, Christian           | Jugend-Sommerspiele 2010 | Schwimmen                         | 4 × 100-m-Lagenstaffel Jungen                                                                              |
| Dietze, Anna-Maria          | Jugend-Winterspiele 2016 | Nordische Kombination             | Mannschaftswettbewerb Mixed                                                                                |
| Domogala, Patrick           | Jugend-Sommerspiele 2010 | Leichtathletik                    | 200 m Jungen                                                                                               |
| Fiegert, Anna               | Jugend-Winterspiele 2012 | Eishockey                         | Mannschaft Mädchen                                                                                         |
| Fischer, Jana               | Jugend-Winterspiele 2016 | Snowboard                         | Teamwettbewerb Ski/Snowboardcross Mixed                                                                    |
| Fräbel, Merle               | Jugend-Winterspiele 2020 | Rennrodeln                        | Einsitzer Mädchen Teamstaffel                                                                              |
| Freywald, Cynthia           | Jugend-Sommerspiele 2014 | Bogenschießen                     | Mannschaft Mixed (gewonnen als Gemischte Mannschaft)                                                       |
| Fritz, Theresa              | Jugend-Winterspiele 2012 | Eishockey                         | Mannschaft Mädchen                                                                                         |
| Juliane Frühwirt            | Jugend-Winterspiele 2016 | Biathlon                          | Sprint Mädchen Mixed-Staffel                                                                               |
| Funk, Florian               | Jugend-Winterspiele 2012 | Rennrodeln                        | Doppelsitzer Mixed-Teamstaffel                                                                             |
| Funkler, Celia              | Jugend-Winterspiele 2016 | Freestyle-Skiing                  | Teamwettbewerb Ski/Snowboardcross Mixed                                                                    |
| Geelhaar, Lucie             | Jugend-Winterspiele 2012 | Eishockey                         | Mannschaft Mädchen                                                                                         |
| Geissler-Hauber, Max        | Jugend-Winterspiele 2020 | Ski Alpin                         | Teamwettbewerb                                                                                             |
| Graf, Henry                 | Jugend-Sommerspiele 2018 | Triathlon                         | Mannschaft Mixed (gewonnen als Gemischte Mannschaft)                                                       |
| Gräfe, Toni                 | Jugend-Winterspiele 2012 | Rennrodeln                        | Einsitzer Jungen                                                                                           |
| Grammel, Anton              | Jugend-Winterspiele 2016 | Ski Alpin                         | Riesenslalom Jungen                                                                                        |
| Grancagnolo, Timon          | Jugend-Winterspiele 2020 | Rennrodeln                        | Teamstaffel Einsitzer Jungen                                                                               |
| Groß, Simon                 | Jugend-Winterspiele 2016 | Biathlon                          | Mixed-Staffel                                                                                              |
| Gubitz, Paul                | Jugend-Winterspiele 2016 | Rennrodeln                        | Mixed-Teamstaffel Doppelsitzer                                                                             |
| Hannemann, Henrik           | Jugend-Sommerspiele 2014 | Leichtathletik                    | 110 m Hürden Jungen                                                                                        |
| Häringer, Melanie           | Jugend-Winterspiele 2012 | Eishockey                         | Mannschaft Mädchen                                                                                         |
| Harms, Celine               | Jugend-Winterspiele 2020 | Bob                               | Monobob Mädchen                                                                                            |
| Hase, Simone                | Jugend-Winterspiele 2012 | Eishockey                         | Mannschaft Mädchen                                                                                         |
| Haufe, Florian              | Jugend-Sommerspiele 2010 | Segeln                            | Byte CII Jungen                                                                                            |
| Heider, Paul-Lukas          | Jugend-Winterspiele 2016 | Rennrodeln                        | Mixed-Teamstaffel Einsitzer Jungen                                                                         |
| Hengelhaupt, Laura          | Jugend-Winterspiele 2012 | Biathlon                          | Mixed-Staffel                                                                                              |
| Herrmann, Melvin            | Jugend-Sommerspiele 2010 | Schwimmen                         | 4 × 100-m-Lagenstaffel Jungen                                                                              |
| Hirtl-Stanggaßinger, Katrin | Jugend-Winterspiele 2016 | Ski Alpin                         | Riesenslalom Mädchen Kombination Mädchen                                                                   |
| Homberg, Niklas             | Jugend-Winterspiele 2012 | Biathlon                          | Verfolgung Jungen Mixed-Staffel                                                                            |
| Hoppe, Theresia             | Jugend-Winterspiele 2012 | Eishockey                         | Mannschaft Mädchen                                                                                         |
| Horn, Marie                 | Jugend-Sommerspiele 2018 | Triathlon                         | Mannschaft Mixed (gewonnen als Gemischte Mannschaft)                                                       |
| Hotter, Viola               | Jugend-Winterspiele 2012 | Eishockey                         | Mannschaft Mädchen                                                                                         |
| Howe, Merten                | Jugend-Sommerspiele 2014 | Leichtathletik                    | 8 × 100-m-Staffel Jungen (gewonnen als Gemischte Mannschaft) Kugelstoßen Jungen                            |
| Hübers, Richard             | Jugend-Sommerspiele 2010 | Fechten                           | Mannschaft Mixed (gewonnen als Gemischte Mannschaft) Säbel Jungen                                          |
| Igl, Raffaela               | Jugend-Sommerspiele 2018 | Judo                              | Klasse bis 78 kg                                                                                           |
| Jäger, Moritz               | Jugend-Winterspiele 2020 | Rennrodeln                        | Doppelsitzer Jungen Teamstaffel                                                                            |
| Janke, Maximilian           | Jugend-Winterspiele 2012 | Biathlon                          | Mixed-Staffel                                                                                              |
| Jannusch, Jonas             | Jugend-Winterspiele 2016 | Bob                               | Monobob Jungen                                                                                             |
| Peter Kadiru                | Jugend-Sommerspiele 2014 | Boxen                             | Superschwergewicht (über 91 kg)                                                                            |
| Kalis, Mareen               | Jugend-Sommerspiele 2014 | Leichtathletik                    | 800 m Mädchen                                                                                              |
| Kalla, Lena                 | Jugend-Sommerspiele 2010 | Schwimmen                         | 4 × 100 m Mädchen 4 × 100-m-Lagenstaffel Mädchen                                                           |
| Katheder, Antonia           | Jugend-Sommerspiele 2010 | Taekwondo                         | Klasse bis 63 kg Mädchen                                                                                   |
| Keck, Elias                 | Jugend-Winterspiele 2020 | Skilanglauf                       | 10 km Klassisch Jungen                                                                                     |
| Kempka, Lara                | Jugend-Sommerspiele 2014 | Leichtathletik                    | Diskuswurf Mädchen                                                                                         |
| Klein, Lara                 | Jugend-Winterspiele 2020 | Ski Alpin                         | Teamwettbewerb Slalom Mädchen                                                                              |
| Köhler, Angelina            | Jugend-Sommerspiele 2018 | Schwimmen                         | 100 m Schmetterling 50 m Schmetterling                                                                     |
| Kopp, Tim                   | Jugend-Winterspiele 2016 | Nordische Kombination Skispringen | Normalschanze / 5 km Langlauf Jungen Mannschaftswettbewerb Mixed Mannschaftsspringen Mixed                 |
| Korff, Nina                 | Jugend-Winterspiele 2012 | Eishockey                         | Mannschaft Mädchen                                                                                         |
| Krimphove, Meike            | Jugend-Winterspiele 2012 | Eishockey                         | Mannschaft Mädchen                                                                                         |
| Kubin, Natalia              | Jugend-Sommerspiele 2010 | Judo                              | Klasse bis 78 kg Mädchen                                                                                   |
| Kuhnert, Lilith             | Jugend-Winterspiele 2020 | Snowboard                         | Teamwettbewerb Ski/Snowboardcross Mixed                                                                    |
| Kunert, Alexander           | Jugend-Sommerspiele 2014 | Schwimmen                         | 4 × 100-m-Lagenstaffel Jungen 4 × 100-m-Freistilstaffel Jungen                                             |
| Langer, Saskia              | Jugend-Winterspiele 2012 | Rennrodeln                        | Einsitzer Mädchen Mixed-Teamstaffel                                                                        |
| vom Lehn, Christian         | Jugend-Sommerspiele 2010 | Schwimmen                         | 4 × 100-m-Lagenstaffel Jungen                                                                              |
| Leithold, Kevin             | Jugend-Sommerspiele 2010 | Schwimmen                         | 4 × 100-m-Lagenstaffel Jungen                                                                              |
| Lessmann, Lara              | Jugend-Sommerspiele 2018 | Radsport                          | Mixed BMX Freestyle                                                                                        |
| Lewandowski, Zola           | Jugend-Sommerspiele 2018 | Kanu                              | C1 Slalom                                                                                                  |
| Lewke, Dennis               | Jugend-Sommerspiele 2010 | Leichtathletik                    | Kugelstoßen Jungen                                                                                         |
| Liebscher, Tom              | Jugend-Sommerspiele 2010 | Kanu                              | K1 Jungen                                                                                                  |
| Lölling, Jacqueline         | Jugend-Winterspiele 2012 | Skeleton                          | Mädchen |
| Lubitz, Tom                 | Jugend-Winterspiele 2012 | Skispringen                       | Mixed-Mannschaftsspringen                                                                                  |
| Malkus, Lena                | Jugend-Sommerspiele 2010 | Leichtathletik                    | Weitsprung                                                                                                 |
| Matthes, Anna               | Jugend-Sommerspiele 2014 | Moderner Fünfkampf                | Einzel Mädchen                                                                                             |
| Morgan, Annika              | Jugend-Winterspiele 2020 | Snowboard                         | Big Air Mädchen                                                                                            |
| Mosler, Sonja               | Jugend-Sommerspiele 2010 | Leichtathletik                    | Staffel im schwedischen Stil Mädchen (gewonnen als Gemischte Mannschaft)                                   |
| Musch, Anja                 | Jugend-Sommerspiele 2010 | Fechten                           | Mannschaft Mixed (gewonnen als Gemischte Mannschaft) Säbel Mädchen                                         |
| Naske, Tim                  | Jugend-Sommerspiele 2014 | Rudern                            | Einer Jungen                                                                                               |
| Nehls, Anika                | Jugend-Sommerspiele 2014 | Leichtathletik                    | Kugelstoßen Mädchen                                                                                        |
| Neise, Hannah               | Jugend-Winterspiele 2016 | Skeleton                          | Mädchen |
| Nolte, Laura                | Jugend-Winterspiele 2016 | Bob                               | Monobob Mädchen                                                                                            |
| Nowak, Jenny                | Jugend-Winterspiele 2020 | Nordische Kombination             | Normalschanze / 4 km Langlauf Mädchen                                                                      |
| Nydegger, Lukas             | Jugend-Winterspiele 2020 | Skeleton                          | Jungen |
| Oertel, Katharina           | Jugend-Winterspiele 2012 | Eishockey                         | Mannschaft Mädchen                                                                                         |
| Ohmayer, Birgit             | Jugend-Sommerspiele 2014 | Kanu                              | Kanuslalom C1 Mädchen                                                                                      |
| Offermann, Valerie          | Jugend-Winterspiele 2012 | Eishockey                         | Mannschaft Mädchen                                                                                         |
| Orlamünder, Hannes          | Jugend-Winterspiele 2016 | Rennrodeln                        | Mixed-Teamstaffel Doppelsitzer                                                                             |
| Paffe, Christian            | Jugend-Winterspiele 2012 | Rennrodeln                        | Einsitzer Jungen Mixed-Teamstaffel                                                                         |
| Marius Piepke               | Jugend-Sommerspiele 2010 | Judo                              | Mannschaft Mixed (gewonnen als Gemischte Mannschaft) Klasse bis 100 kg Jungen                              |
| Pilger, Maximilian          | Jugend-Sommerspiele 2014 | Schwimmen                         | 100 m Brust Jungen 4 × 100-m-Lagenstaffel Jungen 4 × 100-m-Freistilstaffel Jungen                          |
| Pfnür, Franziska            | Jugend-Winterspiele 2016 | Biathlon                          | Mixed-Staffel                                                                                              |
| Pietrzykowski, Sebastian    | Jugend-Winterspiele 2016 | Freestyle-Skiing                  | Teamwettbewerb Ski/Snowboardcross Mixed Snowboardcross Jungen                                              |
| Preuß, Franziska            | Jugend-Winterspiele 2012 | Biathlon                          | Sprint Mädchen Mixed-Staffel Mixed-Staffel Skilanglauf/Biathlon Verfolgung Mädchen                         |
| Prüfer, Clemens             | Jugend-Sommerspiele 2014 | Leichtathletik                    | Diskuswurf Jungen                                                                                          |
| Ranwig, Kristin             | Jugend-Sommerspiele 2014 | Triathlon                         | Mixed-Staffel (gewonnen als Gemischte Mannschaft)                                                          |
| Rathsack, Lina              | Jugend-Sommerspiele 2010 | Schwimmen                         | 4 × 100 m Mädchen 4 × 100-m-Lagenstaffel Mädchen                                                           |
| Reh, Alina                  | Jugend-Sommerspiele 2014 | Leichtathletik                    | 3000 m Mädchen                                                                                             |
| Reinhold, Juliane           | Jugend-Sommerspiele 2010 | Schwimmen                         | 4 × 100 m Mädchen 4 × 100-m-Lagenstaffel Mädchen                                                           |
| Reisch, Agnes               | Jugend-Winterspiele 2016 | Skispringen Nordische Kombination | Mannschaftsspringen Mixed Mannschaftswettbewerb Mixed                                                      |
| Renn, Cornel                | Jugend-Winterspiele 2016 | Snowboard                         | Teamwettbewerb Ski/Snowboardcross Mixed                                                                    |
| Renn, Marzellus             | Jugend-Winterspiele 2012 | Freestyle-Skiing                  | Skicross Jungen                                                                                            |
| Resch, Lukas                | Jugend-Sommerspiele 2018 | Badminton                         | Mixed-Mannschaft (gewonnen als Gemischte Mannschaft)                                                       |
| Riethmüller, Danilo         | Jugend-Winterspiele 2016 | Biathlon                          | Mixed-Staffel                                                                                              |
| Rispler, Lucia              | Jugend-Winterspiele 2016 | Ski Alpin                         | Parallelslalom Mixed                                                                                       |
| Rotärmel, Lilly             | Jugend-Sommerspiele 2018 | Turnen                            | Sportartenübergreifendes Team Event (gewonnen als Gemischte Mannschaft)                                    |
| Schellmoser, Josefa         | Jugend-Winterspiele 2020 | Skeleton                          | Mädchen |
| Schneider, Robin            | Jugend-Winterspiele 2016 | Skeleton                          | Jungen |
| Schneider, Sarah            | Jugend-Sommerspiele 2014 | Beachvolleyball                   | Mädchen |
| Schneider, Vanessa          | Jugend-Winterspiele 2020 | Rennrodeln                        | Doppelsitzer Mädchen                                                                                       |
| Scheppan, Marie             | Jugend-Sommerspiele 2018 | Leichtathletik                    | 400 m |
| Schönefeldt, Domenik        | Jugend-Sommerspiele 2014 | Judo                              | Klasse bis 100 kg Jungen                                                                                   |
| Schönig, Fabienne           | Jugend-Sommerspiele 2014 | Leichtathletik                    | Speerwurf Mädchen                                                                                          |
| Schrödl, Elisabeth          | Jugend-Winterspiele 2020 | Skeleton                          | Mädchen |
| Schrul, Maylina             | Jugend-Winterspiele 2012 | Eishockey                         | Mannschaft Mädchen                                                                                         |
| Schwille, Jennifer          | Jugend-Sommerspiele 2014 | Judo                              | Klasse bis 63 kg Mädchen                                                                                   |
| Seeger, Vanessa             | Jugend-Sommerspiele 2018 | Schießen                          | Mixed 10 m Luftpistole (gewonnen als Gemischte Mannschaft)                                                 |
| Seidel, Anna                | Jugend-Winterspiele 2016 | Shorttrack                        | 1000 m Mädchen                                                                                             |
| Selzer, Saskia              | Jugend-Winterspiele 2012 | Eishockey                         | Mannschaft Mädchen                                                                                         |
| Siegel, Jonathan            | Jugend-Winterspiele 2016 | Skispringen Nordische Kombination | Mannschaftsspringen Mixed Normalschanze Jungen Mannschaftswettbewerb Mixed                                 |
| Sievers, Judith             | Jugend-Sommerspiele 2010 | Rudern                            | Einer Mädchen                                                                                              |
| Dennis Söter                | Jugend-Sommerspiele 2010 | Kanu                              | Kanuslalom C1 Jungen                                                                                       |
| Steudte, Valentin           | Jugend-Winterspiele 2020 | Rennrodeln                        | Doppelsitzer Jungen Teamstaffel                                                                            |
| Stöber, Maya                | Jugend-Winterspiele 2020 | Eishockey                         | 3×3 Turnier Mädchen (gewonnen als Gemischte Mannschaft)                                                    |
| Stockinger, Jonas           | Jugend-Winterspiele 2016 | Ski Alpin                         | Parallelslalom Mixed                                                                                       |
| Stolz, Constanze            | Jugend-Sommerspiele 2010 | Segeln                            | Byte CII Mädchen                                                                                           |
| Stiebritz, Christian        | Jugend-Winterspiele 2012 | Skilanglauf                       | Mixed-Staffel Skilanglauf/Biathlon                                                                         |
| Szawlowski, Pia             | Jugend-Winterspiele 2012 | Eishockey                         | Mannschaft Mädchen                                                                                         |
| Tiebel, Jessica             | Jugend-Winterspiele 2016 | Rennrodeln                        | Mixed-Teamstaffel Einsitzer Mädchen                                                                        |
| Ulrich, Marek               | Jugend-Sommerspiele 2014 | Schwimmen                         | 4 × 100-m-Lagenstaffel Jungen 4 × 100-m-Freistilstaffel Jungen                                             |
| Unger, Philipp              | Jugend-Winterspiele 2016 | Nordische Kombination             | Mannschaftswettbewerb Mixed                                                                                |
| Veit, Sebastian             | Jugend-Winterspiele 2020 | Freestyle-Skiing                  | Teamwettbewerb Ski/Snowboardcross Mixed                                                                    |
| Veltrup, Paul               | Jugend-Sommerspiele 2018 | Fechten                           | Degen |
| Walderbach, Nina            | Jugend-Winterspiele 2020 | Freestyle-Skiing                  | Teamwettbewerb Ski/Snowboardcross Mixed                                                                    |
| Walz, Lena                  | Jugend-Winterspiele 2012 | Eishockey                         | Mannschaft Mädchen                                                                                         |
| Wassen, Elena               | Jugend-Sommerspiele 2018 | Wasserspringen                    | Mixed-Mannschaftsspringen (gewonnen als Gemischte Mannschaft)                                              |
| Wellinger, Andreas          | Jugend-Winterspiele 2012 | Skispringen                       | Mixed-Mannschaftsspringen                                                                                  |
| Welsch, Carolin             | Jugend-Winterspiele 2012 | Eishockey                         | Mannschaft Mädchen                                                                                         |
| Wierling, Damian            | Jugend-Sommerspiele 2014 | Schwimmen                         | 4 × 100-m-Lagenstaffel Jungen 200 m Freistil Jungen 100 m Freistil Jungen 4 × 100-m-Freistilstaffel Jungen |
| Wildgrube, Leni             | Jugend-Sommerspiele 2018 | Leichtathletik                    | Stabhochsprung                                                                                             |
| Willers, Julia              | Jugend-Sommerspiele 2014 | Schwimmen                         | 50 m Brust Jungen                                                                                          |
| Winter, Johanna             | Jugend-Winterspiele 2012 | Eishockey                         | Mannschaft Mädchen                                                                                         |